# Momma
Momma è una serie di strisce a fumetti ideata e realizzato da Mell Lazarus; venne pubblicata per la prima volta negli Stati Uniti d'America nel 1970 e proseguita fino alla morte dell'autore nel 2016. È distribuita dalla Creators Syndicate e pubblicata su circa 400 riviste in tutto il mondo. In Italia è stata pubblicata sulle pagine de Il Mago negli anni settanta dal 1972 e su Grazia negli anni '80 e '90.

## Personaggi
- Sonia Hobbs: La "momma" che dà il titolo alla strip è anche la protagonista assoluta del fumetto. Vedova e madre di tre figli ormai (quasi) adulti, l'anziana e insopportabile signora Hobbs non si rassegna alla crescita della propria prole e cerca anzi di controllare ancora in ogni modo le loro vite. Dotata di un sarcasmo tagliente, rappresenta l'archetipo della matriarca possessiva.[1]
- Thomas Hobbs: Figlio primogenito, ormai quarantaduenne, è sposato con Tina e ha un figlio. Nonostante abbia un lavoro e una famiglia propria non sfugge ai tentativi di controllo della madre che vorrebbe convincerlo ad abbandonare la moglie (da lei ritenuta assolutamente indegna del figlio) per tornare sotto il suo tetto.[1]
- Tina: È la moglie di Thomas, vittima preferita del sarcasmo della suocera. Nelle strisce che la vedono protagonista Lazarus può sfoderare tutto il campionario delle lotte suocera/nuora su come debba essere mantenuta una casa.
- Francis Hobbs: Ventiduenne, scapolo, disoccupato, è la vittima prediletta della mania di controllo di momma. Pigro e svogliato, cerca in ogni modo di evitare il lavoro e non ha ancora guadagnato una completa indipendenza economica: per questo motivo è costretto a sopportare gli atteggiamenti possessivi della madre. Donnaiolo, cambia mediamente una fidanzata a striscia ma immancabilmente nessuna di esse è gradita alla signora Hobbs.[1]
- Marylù Hobbs: Unica figlia, lavora come segretaria cambiando continuamente lavoro e fidanzato (che spesso è proprio il suo datore di lavoro).
- Mr. K: Anziano signore, grigio e noioso, è il pretendente ufficiale alla mano di Momma. Appare sempre seduto in un angolo del divano a fianco della sua amata vedova, ed è vittima designata della tagliente ironia della signora Hobbs, che sembra frequentarlo non tanto per reale interesse quanto per affermare la propria superiorità su di lui.[1]